# Porta Trigemina

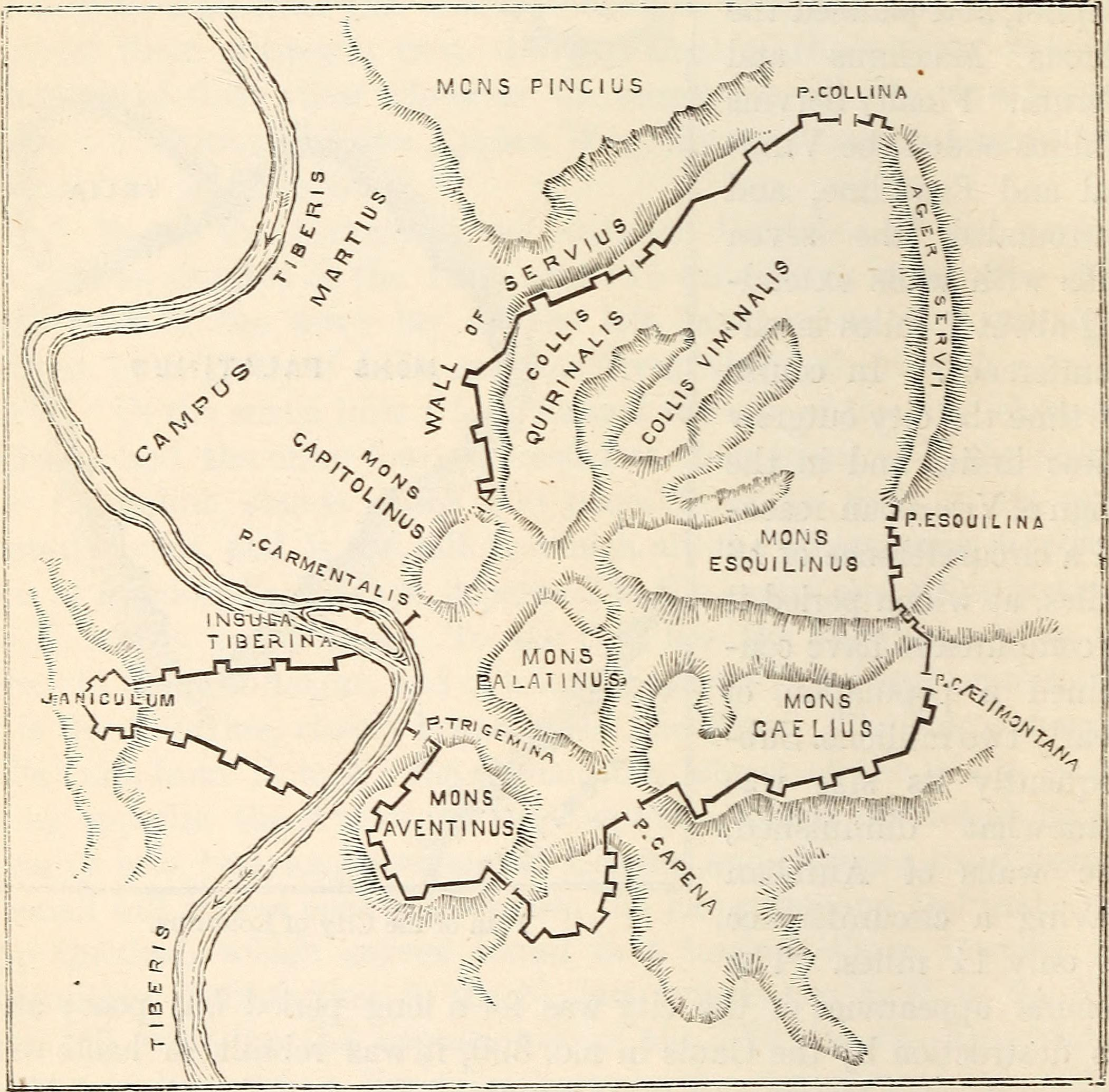
Porta Trigemina (P. TRIGEMINA) på en karta över antikens Rom.

Porta Trigemina var en av stadsportarna genom Serviusmuren i Rom under klassisk romersk tid. Den existerar inte längre men den har flitigt nämnts av äldre författare. Den anses har stått mellan norra delen av Aventinen och Tibern nära Forum Boarium.
Det antas att dess namn syftar på att den hade tre portgångar på grund av den strida trafiken från Ostia på Via Ostiensis. Trigemina betyder trillingar.
Porten var känd för horden av tiggare som samlades utanför.